# Lepetella sierrai
Lepetella sierrai é uma espécie de molusco pertencente à família Lepetellidae.
A autoridade científica da espécie é Dantart & Luque, tendo sido descrita no ano de 1994.
Trata-se de uma espécie presente no território português, incluindo a zona económica exclusiva.